# Один тиждень
Один тиждень (англ. One Week) — канадський фільм Майкла Макгоуна 2008 року. Прем'єра фільму відбулася на Міжнародному кінофестивалі в Торонто 8 вересня 2008 року, а навесні наступного року фільм вийшов на екрани канадських кінотеатрів.

## Сюжет
Бен Тайлер (Джошуа Джексон) — молодий вчитель англійської мови в початковій школі, що живе в Торонто, Онтаріо. Бену повідомляють, що у нього діагностували агресивну форму раку на четвертій, останній стадії.
Дорогою додому він зустрічає літнього чоловіка Марка Стренджа, який продає свій мотоцикл Norton Commander 1973 року випуску. Оповідач зауважує, що наречена Бена Саманта Пірс (Ліан Балабан) зневажає мотоцикли, але він купує його. Допиваючи каву «Тім Хортонс», він піднімає обідок горнятка, щоб подивитися, чи виграв він приз, але бачить лише повідомлення: «Їдьте на захід, молодий чоловіче».
Він повідомляє Саманту про свій рак, а також про своє бажання поїхати на дводенну екскурсію на мотоциклі. Вона заперечує, стверджуючи, що він повинен негайно почати лікування, але він відчуває потребу в пригоді, перш ніж «стати пацієнтом». Він просить Саманту поїхати з ним, але вона відмовляється, і врешті-решт він вирушає з Торонто сам. На початку подорожі він починає сумніватися в доцільності поїздки і повертає назад. Але він зустрічає двох молодих людей, які їдуть на велосипедах з Ньюфаундленду до Ванкувера, побившись об заклад на ящик пива, і його пригода здається розумною в порівнянні з ними, тому він продовжує її.
Він виявляє, що Саманта спакувала примірник книги, яку він написав у дитинстві, сподіваючись, що вкладена записка про те, що він колись прочитає її своїм дітям, переконає його повернутися і почати лікування. Але історія про міфічну істоту на ім'я Грампс, яка, за словами батька, принесе удачу кожній дитині, що знайде її, зміцнює його рішучість символічно відновити пошуки Грампса.
Бен починає сумніватися у своєму майбутньому з Самантою: він згадує, як під час планування весілля вони виявили, що їхні релігійні переконання (Бен не має жодних) відрізняються, і вони сперечаються по телефону про компроміси, на які вона пішла заради нього. Він знайомиться з чоловіком середнього віку (Горд Дауні), який зупинився в тому ж мотелі і успішно вилікувався від раку багато років тому; він каже Бену, що якщо він не впевнений, чи закоханий, то він не закоханий.
Його мотоцикл ламається у сільській місцевості Саскачевану. Неподалік він знаходить мертвого собаку і телефонує його власниці, фермерці середніх років. На знак подяки вона підбирає його і мотоцикл, бере його на мальовничу кінну прогулянку і усуває незначну проблему з мотоциклом. Вона двічі розлучена, має сина й онуку, яких рідко бачить, але оповідачка пояснює, що час, проведений із Беном, надихнув її на пошуки сина, а також на випадкову зустріч із новим «коханням усього її життя».
Продовживши подорож понад обіцяні два дні, він прибуває до національного парку Банф в Альберті і поселяється в дорогому готельному номері. Саманта розповіла його родині про його рак і вилітає за ним. Він вирушає у свою, як він боїться, останню пригоду в лісі, де губиться і зустрічає туристку Трейсі (Емм Ґрайнер), яка мандрує дикою місцевістю зі своїм собакою. У кемпінгу вона докоряє Бену за те, що він занадто легко відмовився від своїх мрій: від кар'єри співака, яку зруйнували суворі зауваження вчителя, і від роману, для якого він так і не зміг знайти видавця. Бен проводить з нею ніч. Наступного ранку Саманта приїхала раніше, ніж очікувалося, і Бен зізнається, що спав з Трейсі. Він також каже Саманті, що не кохає її так, як вона його; вона залишає його і повертається додому.
Бен вирушає на західне узбережжя острова Ванкувер. У забігайлівці він не може з'їсти свій обід, а тим часом на парковці вантажівка врізається в його мотоцикл, розбиваючи його вщент. Він бере напрокат дошку для серфінгу і виїжджає на ній у Тихий океан, але замість того, щоб зловити хвилю і повернутися назад, він у відчаї продовжує їхати. Він бачить, як горбатий кит різко виривається на поверхню. Бен згадує, що його батько в дитинстві казав йому, що кожен, хто шукає Грампса, «впізнає його, коли побачить»; Бен задоволений, що так і сталося, і повертається додому. Вони з Самантою обговорюють свої перспективи та їхній розрив, що наближається, і він їде додому, щоб побачитися з родиною.
У фіналі фільму оповідач (Кемпбелл Скотт) записує останню главу аудіокниги «Один тиждень Бена Тайлера» — спогадів про його мотоциклетну подорож.

## Саундтрек
«Дуже насичений музикою фільм», за словами режисера Майкла Макґована, саундтрек і партитура відіграють невід'ємну роль у «Одному тижні». Докладаючи спільних зусиль, щоб саундтрек відображав канадську тематику фільму, Макгоуен зібрав всеканадський ансамбль виконавців, зокрема Сема Робертса, гурти Great Lake Swimmers, Wintersleep, Патріка Вотсона, Stars, Люка Дусе, Sunparlour Players та Lights. Джоел Пласкетт, Ґордон Дауні та Емм Ґрайнер також з'являються у фільмі як актори.